# Saint-Nazaire-de-Pézan
Saint-Nazaire-de-Pézan is een gemeente in het Franse departement Hérault (regio Occitanie) en telt 556 inwoners (2005). De plaats maakt deel uit van het arrondissement Montpellier.

## Geografie
De oppervlakte van Saint-Nazaire-de-Pézan bedraagt 5,7 km², de bevolkingsdichtheid is 97,5 inwoners per km².
De onderstaande kaart toont de ligging van Saint-Nazaire-de-Pézan met de belangrijkste infrastructuur en aangrenzende gemeenten.

## Demografie
Onderstaande figuur toont het verloop van het inwonertal (bron: INSEE-tellingen).